# غارت‌ماهی‌های خاردار
غارت‌ماهی‌های خاردار (نام علمی: Harpagifer) نام یک سرده از زیرراسته یخ‌ماهی است.